# Georg Joseph Wedekind
Georg Joseph Wedekind (häufig auch Georg Josef Wedekind; * 6. Juli 1739 in Fulda; † 11. August 1789 in Heidelberg) war ein deutscher Rechtswissenschaftler und Hochschullehrer.

## Leben
Wedekind war Sohn des Rechtsgelehrten Franz Ignaz Wedekind. Er studierte an der Universität Heidelberg die Rechtswissenschaft. 1760 erhielt er das Lic. iur. 1762 wurde er als außerordentlicher Professor an der Universität tätig. 1763 wurde er Adjunkt am Lehrstuhl seines Vaters, außerdem hatte er eine Professur der Staatsgeschichte und Reichshistorie inne. 1773 wurde er zum Dr. iur. utr. promoviert, ordentlicher Professor des Naturrechts sowie kurpfälzischer Regierungsrat. 
Wedekind war Verwalter der Universitätsbibliothek Heidelberg sowie Mitglied der Kurpfälzischen Akademie der Wissenschaften. 1786 verfasste er neue Statuten für die Universität Heidelberg.

## Werke (Auswahl)
- Dissertatio de Ottone illustri , Heidelberg 1767.
- De origine iuris naturae, Haener, Heidelberg 1771.
- Dissertatio inauguralis juris publici de domaniis dominorum territorialium, Mannheim 1773.
- Regnum Germaniae ante Auream Bullam electivum, Heidelberg 1776.